# Arthur Seward
Arthur William Seward (Michigan, 27 aprile 1876 – Edwards, 10 marzo 1950) è stato un pugile statunitense.
Partecipò alle gare di pugilato dei pesi leggeri ai Giochi olimpici di Saint Louis 1904, dove fu sconfitto da Russell van Horn al primo match.